# Mina de Las Cruces
La mina de Las Cruces es un complejo minero hidrometalúrgico dedicado a la extracción de cobre, ubicado en los términos municipales de Gerena, Salteras y Guillena, con infraestructuras de apoyo en La Algaba, en la provincia de Sevilla. La empresa que trabaja en ella es Cobre Las Cruces S. A.. Es uno de los proyectos mineros de extracción de cobre más relevantes de Europa. Es, asimismo, el proyecto industrial más importante de la provincia y uno de los primeros de Andalucía en volumen de inversión, producción y creación de empleo. Desde principios de 2013, la compañía pertenece a la multinacional canadiense First Quantum Minerals Ltd., tras la adquisición por su parte de la práctica totalidad de las acciones de la también canadiense Inmet Mining, antigua propietaria de Cobre Las Cruces.
Geológicamente está integrada en la denominada faja pirítica ibérica.
El punto más profundo de la explotación minera es el lugar más bajo de la península ibérica: 190 metros bajo el nivel del mar.

## Historia
En 1990 Riomin Exploraciones S. A. (que a la postre cambiará su nombre por Cobre Las Cruces S. A.), del grupo Rio Tinto, solicita derechos mineros para explotar la zona y estos le son otorgados en 1992, descubriendo en 1994 el yacimiento minero. En 1999 el proyecto es llevado a cabo por la empresa MK Gold Company en 1999, que hoy es llamada MK Resources Company, y es parte del grupo Leucadia National Corporation. En agosto de 2005 Inmet Mining Corporation adquiere el 70 % de las acciones a MK Resources y se convierte en titular de la mina, quedando un 30 % en manos de MK Resources Company. Desde noviembre de 2010 la empresa pertenecía completamente a Inmet Mining Corporation, hasta que en marzo de 2013 la multinacional canadiense First Quantum Minerals Ltd. se hizo con el 85% de las acciones de Inmet, elevando posteriormente su participación en la compañía y haciéndose con sus activos. La empresa que trabaja en esta mina es Cobre Las Cruces S. A.. Actualmente, Las Cruces es la segunda mina de cobre a cielo abierto más grande de Europa.

## Producción y tecnología
Tras la fase de construcción de infraestructuras e instalaciones, que finalizó en 2009, la compañía inició la fase de producción. A partir de ese momento, el crecimiento ha estado marcado por la evolución de la planta de producción, que poco a poco ha ido acercándose a la máxima capacidad para la que está diseñada: 6000 toneladas de cátodos al mes (72 000 toneladas al año), que ya consiguió a mediados de 2012. En este año se produjeron 58 000 toneladas de cátodos y, desde entonces, ha ido creciendo progresivamente el volumen de producción, superando incluso las 6000 toneladas mensuales.
A principios de 2013, la compañía anunció la identificación de recursos mineros de distintos tipos, que están siendo estudiados actualmente, y que podrían suponer la ampliación de la vida útil de la mina entre 10 y 15 años más sobre los ya previstos (2025), es decir, hasta 2039.

## Datos económicos
La inversión total prevista por Cobre Las Cruces hasta 2025, fecha inicialmente contemplada para el cese de la actividad, ascenderá a unos mil millones de euros, lo que supone la mayor inversión de capital internacional realizado en un proyecto industrial en la provincia de Sevilla. [cita requerida]
A 31 de diciembre de 2012, Cobre Las Cruces proporcionaba empleo directo a más de 800 personas, entre la plantilla propia (250 empleados) y las contratas que diariamente prestan servicio en las instalaciones de la empresa. El empleo indirecto e inducido está estimado en otras 1.500 personas. [cita requerida]

## Medio ambiente
Según declaraciones de su consejero delegado en 2010, Cobre las Cruces tiene un serio compromiso con la protección del Medio Ambiente.
Desde diciembre de 2007, el Sistema de Gestión Ambiental para las actividades de “Extracción de mineral a cielo abierto” de la compañía cuenta con la certificación oficial ISO-14001.[cita requerida]
El uso sostenible de las aguas subterráneas del acuífero Niebla-Posadas se lleva a cabo a través del drenaje perimetral de la corta y la posterior reinyección del agua, tras un proceso de depuración mediante ósmosis inversa.[cita requerida]
En el primer cuatrimestre de 2012, Cobre Las Cruces suscribió un acuerdo de colaboración con un grupo de expertos independientes para que desarrollen una labor de investigación y asesoramiento en los principales ámbitos relacionados con el comportamiento ambiental de sus instalaciones, como la gestión de los recursos hídricos, las emisiones, etc. El grupo está formado por expertos del CSIC y especialistas de diferentes universidades españolas. La decisión voluntaria de incorporar este grupo de trabajo adoptada por Cobre Las Cruces constata su apuesta por el desarrollo de una minería sostenible.
La mina ha recibido críticas ecologistas desde su llegada a Sevilla y la Confederación Hidrográfica del Guadalquivir ha incoado dos expedientes sancionadores contra la empresa por supuestas irregularidades en la extracción de agua. El Ayuntamiento de Gerena le abrió un expediente cuando en 2008 se descubrieron 20 perforaciones no autorizadas en el acuífero Niebla-Posadas. A principios de 2011, Cobre Las Cruces puso en marcha una Planta Permanente de Tratamiento de Aguas (PPTA), que le permite depurar el agua que detrae del acuífero Niebla-Posadas para realizar su actividad hasta una calidad apta para el consumo humano.
En septiembre de 2016 la Fiscalía de Medio Ambiente condena a tres directivos de Cobre Las Cruces a un año y tres meses de cárcel y su correspondiente sanción económica, tras reconocer que deliberadamente contaminaron el acuífero del que se abastece la población con arsénico extrayendo más agua de la permitida.

## Accidente laboral
El 25 de mayo de 2010, se produjo un fatídico accidente en Cobre Las Cruces en el que pereció un trabajador y otros dos resultaron heridos graves tras la rotura imprevista de una tubería y la salida de pulpa de mineral y ácido a alta temperatura. Debido a este incidente, sin precedentes en la compañía, ésta fue condenada a pagar una multa

## Fundación Cobre Las Cruces
En octubre de 2010 nació la Fundación Cobre Las Cruces, con el objetivo de gestionar las actuaciones de responsabilidad social corporativa de la compañía. Su fin principal es la unión de minería y desarrollo sostenible a través de tres ejes fundamentales: medio ambiente, deporte y juventud y cultura y sociedad.
La Fundación Cobre Las Cruces colabora en numerosas iniciativas de carácter cultural, social, medioambiental y deportivo desarrolladas por todo tipo de entidades, asociaciones y colectivos ciudadanos. Al mismo tiempo lleva a cabo programas propios de actuación, entre los que destacan el Premio “Cinco Nueves” al mejor proyecto de desarrollo local en las comarcas de La Vega, El Aljarafe, Corredor de la Plata y Sierra Norte; el programa CopperAcción, de asistencia a personas mayores dependientes y creación de empleo; su Convocatoria Anual de Ayudas a Asociaciones y Colectivos Sociales; CobrExploradores, que busca promover, incentivar y recompensar el esfuerzo académico de los jóvenes estudiantes de los cuatro municipios de su entorno; entre otros. La Fundación y los Ayuntamientos de Gerena, Guillena, Salteras y La Algaba, firmaron en diciembre de 2012, un convenio de colaboración para el desarrollo de programas de creación de empleo, fomento de iniciativas empresariales y actividades de apoyo social. Este acuerdo, denominado Plan de Desarrollo Municipal, tiene una vigencia de cuatro años y cuenta con una dotación presupuestaria de 6,2 millones de euros, aportados en su totalidad por la Fundación Cobre Las Cruces.